# Thường Ngộ Xuân
Thường Ngộ Xuân (常遇春, 1330—1370, sinh ra tại Phúc Kiến), tự Bá Nhân (伯仁), hiệu Yên Hành (燕衡), là danh tướng đời Minh. Ông cùng Minh Thái Tổ Chu Nguyên Chương lật đổ nhà Nguyên, lập ra nhà Minh, khôi phục chủ quyền của người Hán đối với Trung Quốc. Tước phong Ngạc Quốc Công (鄂国公), truy phong Khai Bình Vương (开平王), thụy Trung Vũ (忠武).
Ông là 1 trong 9 người trong thời nhà Minh được thờ phụng tại Đế vương miếu (历代帝王庙) được nhà Minh, nhà Thanh xây dựng, trong đó thờ những vị quan văn, võ tướng được đánh giá là tài năng và tận trung nhất qua các triều đại.

## Sự nghiệp
Thường Ngộ Xuân sinh ra ở tỉnh Phúc Kiến, ông được miêu tả là một người cường tráng với vẻ ngoài bệ vệ và sức mạnh hơn người. Năm 15 niên hiệu Chí Chính nhà Nguyên (năm 1355), ông tham gia quân khởi nghĩa nông dân, theo Chu Nguyên Chương vượt qua sông Trường Giang, giành được Thái Bình (vùng Tương Đồ, An Huy ngày nay), công hạ Tập Khánh (Nam Kinh ngày nay), mỗi trận chiến đều dẫn đầu, liên tiếp lập nhiều chiến công, được tấn thăng là Trung Dực Đại nguyên soái. Năm thứ 17, ông tiến đánh Ninh Quốc (tỉnh An Huy ngày nay), thân trúng tên lạc, ông băng bó vết thương rồi tiếp tục tác chiến. Trước sau liên tiếp công phá các thành Ninh Quốc, Trì Châu (vùng Quý Trì, tỉnh An Huy ngày nay), Dự Châu (vùng Kim Hoa, Chiết Giang ngày nay),…
Mùa thu năm 23, trong trận chiến hồ Phàn Dương, ông anh dũng dẫn đầu, cứu ra được Chu Nguyên Chương đang bị quân đội của Trần Hữu Lượng vây khốn. Ông lại dẫn quân phong tỏa Hồ Khẩu, cùng với các tướng tiêu diệt hết 10 vạn quân Trần. Tháng 10 năm 25, ông cùng với phó tướng quân và Từ Đạt dẫn quân tấn công Trương Sĩ Thành, trước chiếm Hoài Đông, sau chiếm Chiết Tây. Tháng 9 năm 27 phá được Bình Giang (Tô Châu ngày nay), bắt được Trương Sĩ Thành cùng với 25 vạn tướng sĩ. Bởi chiến công hiển hách, được tấn phong là Ngạc Quốc Công. Tháng 10, ông lại cùng với phó tướng quân và Từ Đạt dẫn 100 vạn quân đi lên phía bắc giành lại Trung Nguyên; tháng 8 năm sau, phá được Đại Đô (Bắc Kinh ngày nay), nhà Nguyên diệt vong.
Năm thứ 2 niên hiệu Hồng Vũ triều Minh (năm 1369), ông thống lĩnh đại quân tiếp tục đánh dẹp phương bắc, công chiếm Thượng Đô nhà Nguyên (đông bắc Chính Lam thuộc Nội Mông Cổ ngày nay), bắt Nguyên Tông Vương cùng với hơn vạn tướng sĩ.

## Qua đời và truy phong
Tháng 7 năm 1370, trên đường trở về kinh sư, ông bệnh nặng mà mất, truy phong Khai Bình Vương (开平王), thụy Trung Vũ (忠武) con cháu được ban “binh thiết giản” trên đánh hôn quân, dưới đánh gian thần (về sau có sự tích Khai Bình Vương Thường Bảo Đồng ra sức đánh Nghiêm Tung). 

## Đánh giá
Ông anh dũng thiện chiến, dẫn quân có phương sách, tự nhận có thể dùng 10 vạn quân đánh khắp thiên hạ, vậy nên trong quân còn được mọi người gọi là “Thường Thập Vạn”.

## Gia đình
- Cha: Thường Lục Lục (常六六)
- Mẹ: Cao thị (高氏)
- Vợ: Lam thị (蓝氏), phong làm Khai Bình Vương phu nhân (开平王夫人)
- Con cái[1]:

###### Con trai
1. Thường Mậu (常茂)
2. Thường Thăng (常升)
3. Thường Sâm (常森)

#### Con gái
- Hiếu Khang Hoàng hậu Thường thị (孝康皇后常氏; 1355 - 1378), trưởng nữ, gả cho Ý Văn Thái tử Chu Tiêu, sau giáng thành Kính Ý Thái tử phi (敬懿太子妃), thời Nam Minh được phục vị Hiếu Khang Hoàng hậu
- 2 người còn lại không rõ tên

## Tiểu thuyết hóa
Thường Ngộ Xuân còn được nhắc đến trong tiểu thuyết Ỷ Thiên Đồ Long Ký của Kim Dung như là một giáo đồ của Minh giáo. Thường Ngộ Xuân là người dẫn Trương Vô Kỵ đến gặp Điệp Cốc Y tiên Hồ Thanh Ngưu để trị thương sau khi mang ơn của Trương Tam Phong. Nhân vật Thường Ngộ Xuân được miêu tả như một hào kiệt yêu nước và trọng nghĩa khí.